# IFNGR2
IFNGR2 (англ. Interferon gamma receptor 2) – білок, який кодується однойменним геном, розташованим у людей на короткому плечі 21-ї хромосоми. Довжина поліпептидного ланцюга білка становить 337 амінокислот, а молекулярна маса — 37 806.
| 10         |  | 20         |  | 30         |  | 40         |  | 50         |
| ---------- |  | ---------- |  | ---------- |  | ---------- |  | ---------- |
| MRPTLLWSLL |  | LLLGVFAAAA |  | AAPPDPLSQL |  | PAPQHPKIRL |  | YNAEQVLSWE |
| PVALSNSTRP |  | VVYQVQFKYT |  | DSKWFTADIM |  | SIGVNCTQIT |  | ATECDFTAAS |
| PSAGFPMDFN |  | VTLRLRAELG |  | ALHSAWVTMP |  | WFQHYRNVTV |  | GPPENIEVTP |
| GEGSLIIRFS |  | SPFDIADTST |  | AFFCYYVHYW |  | EKGGIQQVKG |  | PFRSNSISLD |
| NLKPSRVYCL |  | QVQAQLLWNK |  | SNIFRVGHLS |  | NISCYETMAD |  | ASTELQQVIL |
| ISVGTFSLLS |  | VLAGACFFLV |  | LKYRGLIKYW |  | FHTPPSIPLQ |  | IEEYLKDPTQ |
| PILEALDKDS |  | SPKDDVWDSV |  | SIISFPEKEQ |  | EDVLQTL    |  |            |

A: Аланін

C: Цистеїн

D: Аспарагінова кислота

E: Глутамінова кислота

F: Фенілаланін

G: Гліцин

H: Гістидин

I: Ізолейцин

K: Лізин

L: Лейцин

M: Метіонін

N: Аспарагін

P: Пролін

Q: Глутамін

R: Аргінін

S: Серин

T: Треонін

V: Валін

W: Триптофан

Кодований геном білок за функцією належить до рецепторів. 
Локалізований у клітинній мембрані, цитоплазмі, мембрані, ендоплазматичному ретикулумі, цитоплазматичних везикулах, апараті гольджі.